# Домаслав (Нижньосілезьке воєводство)
Домаслав (пол. Domasław, нім. Domslau) — село в Польщі, у гміні Кобежиці Вроцлавського повіту Нижньосілезького воєводства.
Населення — 708 осіб (2011).
У 1975-1998 роках село належало до Вроцлавського воєводства.

## Демографія
Демографічна структура станом на 31 березня 2011 року:
|          | Загалом | Допрацездатний вік | Працездатний вік | Постпрацездатний вік |
| -------- | ------- | ------------------ | ---------------- | -------------------- |
| Чоловіки | 358     | 76                 | 254              | 28                   |
| Жінки    | 350     | 74                 | 209              | 67                   |
| Разом    | 708     | 150                | 463              | 95                   |